# ラシン・コリー
ラシン・コリー（Racine Coly、1995年12月8日 - ）はセネガル・ダカール出身のサッカー選手。GDエストリル・プライア所属。ポジションはDF。

## 経歴
2017年8月31日、OGCニースに移籍。
2021年6月3日、GDエストリル・プライアに3年契約で移籍した。